# Havelockia
Havelockia är ett släkte av sjögurkor. Havelockia ingår i familjen svanssjögurkor.
Kladogram enligt Catalogue of Life:
| Havelockia | \| \| Havelockia benti \| \| \| \| \| \| Havelockia scabra \| \| \| \| |
|            | \| \| Havelockia benti \| \| \| \| \| \| Havelockia scabra \| \| \| \| |
|            | Allothyone                                                             |
|            |                                                                        |
|            | Ekmania                                                                |
|            |                                                                        |
|            | Neopentadactyla                                                        |
|            |                                                                        |
|            | Neothyonidium                                                          |
|            |                                                                        |
|            | Pentadactyla                                                           |
|            |                                                                        |
|            | Pentamera                                                              |
|            |                                                                        |
|            | Phyllophorus                                                           |
|            |                                                                        |
|            | Thyonidium                                                             |
|            |                                                                        |
|            | Havelockia benti                                                       |
|            |                                                                        |
|            | Havelockia scabra                                                      |
|            |                                                                        |

|  | Havelockia benti  |
|  |                   |
|  | Havelockia scabra |
|  |                   |